# 그로타페라타
그로타페라타(이탈리아어: Grottaferrata)는 이탈리아 라치오주 로마현에 위치한 코무네다. 로마로부터 남동쪽 20km 거리에 있다.